# Vlag van Wieringen

Vlag van het eiland Wieringen.

De vlag van Wieringen is op 22 mei 1981 officieel door de gemeenteraad aangenomen als de vlag van de gemeente Wieringen, met de volgende toelichting:
naar traditionele regels van de banistiek hebben de kleuren, voorkomende in het gemeentewapen, gediend tot basis voor de kleuren van de gemeentevlag. De wapenkleuren van Wieringen zijn goud op blauw, in vlaggenkleuren derhalve geel en blauw. De bijzondere karakteristiek van het wapen van Wieringen bestaat uit rotganzen en de letter W. Deze rotganzen en de letter W zijn ook terug te vinden in de gemeentevlag. Door toevoeging van de kleuren rood, aanduidende  “het eiland”, is aansluiting gezocht bij het vlagpatroon van het “Zuiderzee”- eiland Marken. Door de vormgeving van de vlag is er een duidelijke samenhang in de vormgeving van de vlaggen van andere voormalige Zuiderzeegemeenten.
Deze vlag bleef tot 1 januari 2012 de vlag van de gemeente Wieringen, op die datum ging de gemeente op in de nieuwe gemeente Hollands Kroon.

## Geschiedenis

Oude vlag

De oude vlag van de gemeente Wieringen had veel gelijkenissen met de vlag van de gemeente Anna Paulowna en was waarschijnlijk gebaseerd op de defileervlag die tijdens de viering het 40-jarig regeringsjubileum van koningin Wilhelmina in 1938 in Amsterdam was gedragen. In het begin van de jaren 80 wilde de gemeente een vlag die minder gelijkenissen had met die van de naburige gemeente en meer voor Wieringen was. Samen met de Stichting voor Banistiek en Heraldiek werd er gekeken naar een nieuwe en meer eigen vlag.
Hierop kwam de stichting met nieuwe kleuren, die overeenkwamen met de kleuren van het wapen van Wieringen (geel en blauw) en een aantal elementen uit het wapen komen weer terug in de vlag. De ganzen uit het wapen zijn op de vlag zo geranschikt zodat zij tezamen een W suggereren.
Het Scandinavisch kruis dat in de vlag voorkomt is typerend voor eilandgemeentes uit de voormalige Zuiderzee, zo heeft ook de vlag van Wieringermeer en de vlag van Noordoostpolder een kruis. Terwijl beide gemeentes pas na het afsluiten van de Zuiderzee zijn ontstaan.